# Cotardův syndrom
Cotardův syndrom neboli syndrom chodící mrtvoly je vzácná duševní porucha, při níž si pacienti myslí, že jsou mrtví, neexistují nebo nemají krev proudící v těle či vnitřní orgány (jako např. mozek), a nemohou tak reagovat na žádné racionální vysvětlení, že jsou ve skutečnosti živí. Je to v některých případech doprovázeno pocitem viny, neklidem a negativismem. Ve velmi vzácných případech syndrom zahrnuje halucinace o nesmrtelnosti.
Studie dokazují, že toto onemocnění se více vyskytuje u starších pacientů s depresemi. Je také více pravděpodobné, že se tento syndrom objeví u lidí trpících schizofrenií, maniodepresivní psychózou, úrazem mozku, depresemi, mozkovým nádorem, migrénami a u pacientů s halucinacemi.
V počáteční fázi onemocnění trpí pocitem strachu, který je následován vírou v to, že jsou mrtví a neexistují. Dokonce mohou cítit pach mrtvého těla. Lidé trpící touto poruchou nepoznají vlastní tvář a nemají žádný zájem o sociální aktivity či požitky. Jsou paranoidní a nedbají o osobní hygienu. Mají sebevražedné sklony či sklony k sebepoškozování. Ztrácí pojem o realitě a mají zkreslený pohled na svět.